# Гречани (локомотивне депо)
Локомоти́вне депо́ «Гречани» (ТЧ-5) — одне з 9-ти основних локомотивних депо Південно-Західної залізниці. Розташоване на однойменній станції.
На території депо розташовані адміністративна будівля депо, поворотний круг, який вже використовується понад 100 років. Крім цього, на території також знаходяться база палива.
В депо експлуатуються тепловози серії М62, 2М62, ЧМЕ3, які обслуговують лінію Гречани — Ларга, а також виконують маневрово-вивізні роботи на невіддалених від депо станціях.

## Історичні відомості
Засноване товариством Подільської залізниці у 1913 році під час прокладання залізниці Гречани — Кам'янець-Подільський, разом із будівництвом паровозного депо та залізничних майстерень. Депо славиться відомим бронепоїздом «Гандзя», який в роки Першої світової війни був зібраний для червоноармійців всього за одну ніч місцевими залізничниками.